# Zolta magyar fejedelem

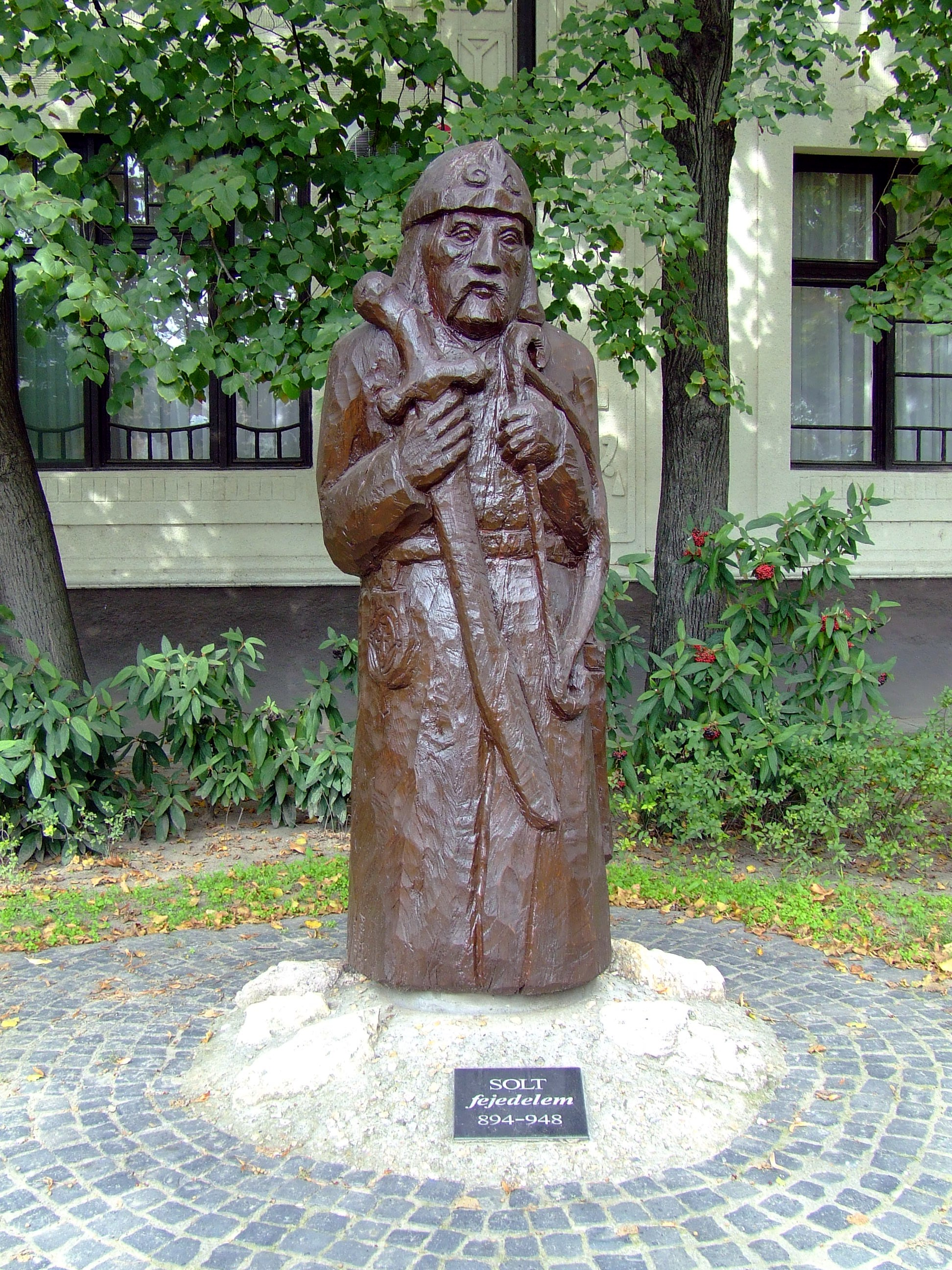
Zolta szobra a Bács-Kiskun vármegyei Solton

Zolta vagy Solt, Zsolt (896–949) Árpád legkisebb fia volt azok közül, akiknek nevét a krónikák megőrizték. A későbbi krónikák szerint nagyfejedelemként ő volt Árpád utóda, azonban ezt többen vitatják. Kristó Gyula megállapítása szerint Anonymus találta ki, hogy Zolta volt a következő magyar nagyfejedelem Árpád után, mivel azt hitte hogy már ekkor is érvényesült a primogenitúra, mely szerint a szülők tulajdonát, birtokait vagy rangját az elsőszülött fiúgyermek örökli.
Györffy György történész megvizsgálta a fejedelmi partvonalakat, és a helynevek vizsgálatával derült ki, hogy Zolta földterülete meg sem közelítette egy nagyfejedelmét, így Szabolcs (Árpád fejedelem oldalági rokona) lehetett a következő magyar nagyfejedelem.
Zolta 949-ben halt meg, az ő fia volt Taksony aki 955 körül lett magyar fejedelem. Zolta közvetlen leszármazottja volt az összes őt követő Árpád-házi fejedelem.

## Nevének etimológiája
A név nem keverendő a Zoltánnal, ami a szultánból eredeztetett.
Czuczor Gergely és Fogarasi János a következő magyarázatot fűzi a Zsolt névhez.
„… a névtelen jegyzőnél Zolta, a Budai kronikában Zoltan, Árpád fia, és Taksony atyja (Arpad genuit Zoltan, Zoltan genuit Taxun. Chronicon Budense). Mongol nyelven zoltai v. dzoltai v. Bálinti szerént az ai ikerhang a kiejtésben á-vá olvadván össze, zoltá am. szerencsés, zol v. dzol szótól, mely am. szerencse s jakut nyelven is eléjön.”
Ilyenformán a Zoltánok, Zsoltok – nem különben Solt város – neve Szerencsés jelentésű.

## Élete
A hódítás után a Kárpát-medencét szétosztották az egyes törzsek vezetői között. Zolta is kapott a terület, Dél-Magyarországon a Duna és a Dráva torkolatánál, mint „trónörökös”. Négy idősebb testvére apja halála előtt meghalt († 907). Az örökség ezért Zoltára esett, akinek apja még kiskorában életét vesztette.
Anonymus a Zolta nevet használja krónikájában, és örökségéről a következőket írja:
ZOLTA VEZÉR ÖRÖKSÉGE
Örökébe lépett a fia, Zolta; apjához hasonló erkölcsére, azonban elütő természetére nézve. Zolta vezér ugyanis kicsit selyp és fehér bőrű volt, puha és szőke hajú, középtermetű, harcias vezér, bátor szívű, ám alattvalói iránt kegyes, nyájas beszédű, de hatalomra törő, akit Magyarország valamennyi főembere meg vitéze csodamód szeretett. Bizonyos idő elteltével, mikor Zolta vezér tizenhárom esztendős volt, országának főemberei valamennyien egyértelemmel és közakarattal egyeseket országbírákul rendeltek a vezér alá... – Anonymus – Gesta Hungarorum
Solt lett a trón utódja 907-ben. 40 éves uralkodása nyugtalanságokkal és háborús cselekedetekkel volt teli. A központi kormányzat teljesen elesett, és kitört a harc a hét magyar törzs és a hozzájuk tartozó kazár csoportok között. A magyarok sok rajtaütést hajtottak végre, egészen a Francia Királyságig és Itáliáig, a Balkánig és a Kelet-Frank Birodalomig jutottak. 933-ban tapasztaltak először súlyos vereséget a merselburgi csatában.
Anonymus a következőket írja Zolta házasságáról a Gesta Hungarorumban:
Árpád vezér pedig nemeseivel tanácsot tartva, Mén-Marót üzenetét szívesen fogadta és helyeselte; majd mikor hallotta, hogy Mén-Marót leánya már egykorú az ő fiával, Mén-Marót kérelmének teljesítését nem akarta tovább halasztani, és leányát Zolta feleségéül elfogadta a neki ígért országgal egyetemben.
Charles Bowles történész szerint a feltételezett Solt 904-ben feleségül vett egy morva fejedelmi lányt, 906-ban pedig meglétesült az első magyar kormányzó Morvaországban (miután összeomlott a Nagymorva Birodalom) később pedig 933 és 947 között, Magyarország uralkodó nagyhercege lett. Ez a feltevés azonban a legtöbb történész számára valószínűtlennek tűnik. A trón utódja (943 és 947 között) Fajsz lehetett, Árpád unokája és Jutas fia.

## Nagyfejedelem volt-e Zolta?
Az újabb kutatások (Kristó Gyula) szerint Zolta fejedelemsége csak Anonymus találmánya, és Árpádot egy másik fia követte az uralkodásban. Kristó szerint a tévedés arra vezethető vissza, hogy mivel Zolta fia fejedelem lett, Anonymus a primogenitúra szabálya szerint feltételezte, hogy apjának, Zoltának is fejedelemnek kellett lennie.
Hasonlót állít Györffy György is, de szerinte Árpád utóda a nagyfejedelmi méltóságban nem egy fia, hanem Szabolcs, egy oldalági rokona volt. De a fejedelmi partvonalak vizsgálata a helynevek alapján azt mutatja, hogy Zolta nem birtokolt akkora partvonalat, amekkorát egy fejedelem.

## Szállásterülete
Györffy György a magyar helynevek vizsgálata alapján arra a következtetésre jutott, hogy Árpád életében, Pannónia elfoglalása (900) után, Zolta szállásterülete a Duna bal partja volt, a mai Solttól délre a későbbi Bodrog vármegye területéig. Ő azt feltételezi, hogy ekkor a négy, még élő Árpád-fi nyári szállásai a Duna két partján, Kalocsa–Tolna környékén voltak, Zoltáé a mai Solton. Zolta téli szállása pedig délen, a mai Vajdaság területén.

## Utódai
Zolta fia a későbbi Taksony fejedelem volt, akinek fia volt Géza nagyfejedelem, az ő fia pedig Vajk, a későbbi I. István király. Mivel István 997 körül lépett érett ifjúkorba, Györffy György szerint – aki 28 évet számol egy generációra – Géza 969 körül, Taksony 941 körül, Zolta pedig 913. körül lehetett érett ifjú, ezután házasodhattak meg, majd születhetett az első utóduk.
Taksony valószínűleg 955, az augsburgi csata után került a fejedelmi székbe, s ezután valamennyi Árpád-házi fejedelem és király az ő utóda volt.

## Erdőelvi Zoltán
Ákos mester krónikájában Zoltát összetévesztette Erdőelvi Zoltánnal, akit I. István 1003-ban ültetett az erdélyi vajda székébe a megdöntött Gyula helyett. Ákos mester ezért Erdőelvi Zoltánról, mint István ősapjáról beszél, így viszont Zoltának ekkor már el kellett volna múlnia százévesnek, ami ebben a korban az adott életmód mellett teljesen valószínűtlen, és az is, hogy ekkor aktív vajdai tevékenységet tudott volna folytatni. Az erdélyi Zoltán és az alföldi Zolta helynevek is mutatják, hogy két különböző személyről van szó.